# Andreas Franz Wilhelm Schimper
Andreas Franz Wilhelm Schimper (ur. 12 maja 1856 w Strasburgu, zm. 9 września 1901 w Bazylei) – niemiecki botanik i fitogeograf. Współtwórca (razem z Johannesem Eugeniusem Warmingiem) ekologicznego kierunku w geografii roślin. Był profesorem Uniwersytetu w Bonn i Uniwersytetu w Bazylei. Zaobserwował w 1883 podział chloroplastu w roślinie zielonej, podział znacznie przypominający ten spotykany u wolno żyjących sinic. Naukowiec ten zaproponował wstępnie w formie przypisu, że rośliny zielone powstały na skutek symbiozy dwóch organizmów (teoria endosymbiozy).
Syn Wilhelma Philippa Schimpera botanika, dyrektora Muzeum Historii Naturalnej w Strasburgu. W latach 1874-1878 studiował nauki przyrodnicze w Reichsuniversität Straßburg, w 1878 obronił doktorat. W 1881 został członkiem Kolegium Naukowego Uniwersytetu w Baltimore, skąd podróżuje na Florydę i Massachusetts, aby poznać florę tropikalną. Po powrocie do Europy w 1882 pracował z Edwardem Strasburgerem  w Bonn nad anatomią i fizjologią komórek roślinnych oraz ich zawartością, a w latach 1882/83 odbył podróże badawcze do Trynidadu i Wenezueli, z wynikami których habilitował się w Bonn w 1883 roku. W 1898 został mianowany profesorem na Uniwersytecie w Bazylei. W 1892 został członkiem Leopoldiny.